# Hans-Günter Schodruch
Hans-Günter Schodruch (* 30. September 1926 in Ragnit; † 18. August 1999 auf Sylt) war ein deutscher Rechtsanwalt und Politiker (REP). Von 1989 bis 1994 war er Mitglied des Europäischen Parlaments.

## Leben
Nach der Europawahl 1989 zog er über die Bundesliste der Partei Die Republikaner, aus der er 1991 austrat, in das Europäische Parlament ein. Dort gehörte Schodruch während der gesamten Legislaturperiode der Technischen Fraktion der Europäischen Rechten an, deren stellvertretender Vorsitzender er von 1990 bis 1994 war. Zudem war Schodruch von 1989 bis 1994 Mitglied im Ausschuss für Haushaltskontrolle. Außerdem gehörte er von 1989 bis 1992 dem Ausschuss für Verkehr und Fremdenverkehr sowie von 1989 bis 1994 der Delegation für die Beziehungen zu der Volksrepublik China an. Mit Klaus-Peter Köhler war er einer der beiden letzten Abgeordneten aus Deutschland, die die Technische Fraktion der Europäischen Rechten nicht vorzeitig verließen.
Er lebte in Siegburg.